# Рубанов Олексій Анатолійович
Рубанов Олексій Анатолійович (нар. 1972) — український художник. 
Народвися в м. Запоріжжя, Україна. Закінчив ХДХУ (Харківське державне художнє училище) в 1991 році.
Член Національної спілки художників України з 2008.
Живописець.
Рубанов Олексій працює в різноманітних жанрах живопису — портрет, пейзаж, натюрморт, жанрова композиція, абстрактна композиція.
Творам художника властиві декоративність, стилізація форм, тонке колористичне відчуття та динамічна ритміка. Стилістика творів об'єднує в собі символізм, експресіонізм, імпресіонізм, абстракція та модерн.
Учасник республіканських та міжнародних виставок.
Твори перебувають в приватних зібраннях, галереях різних країн світу.
Представляв Україну на Пекінській міжнародній арт бієнале в 2008,2015, 2017 2022 роках.....

## Виставки

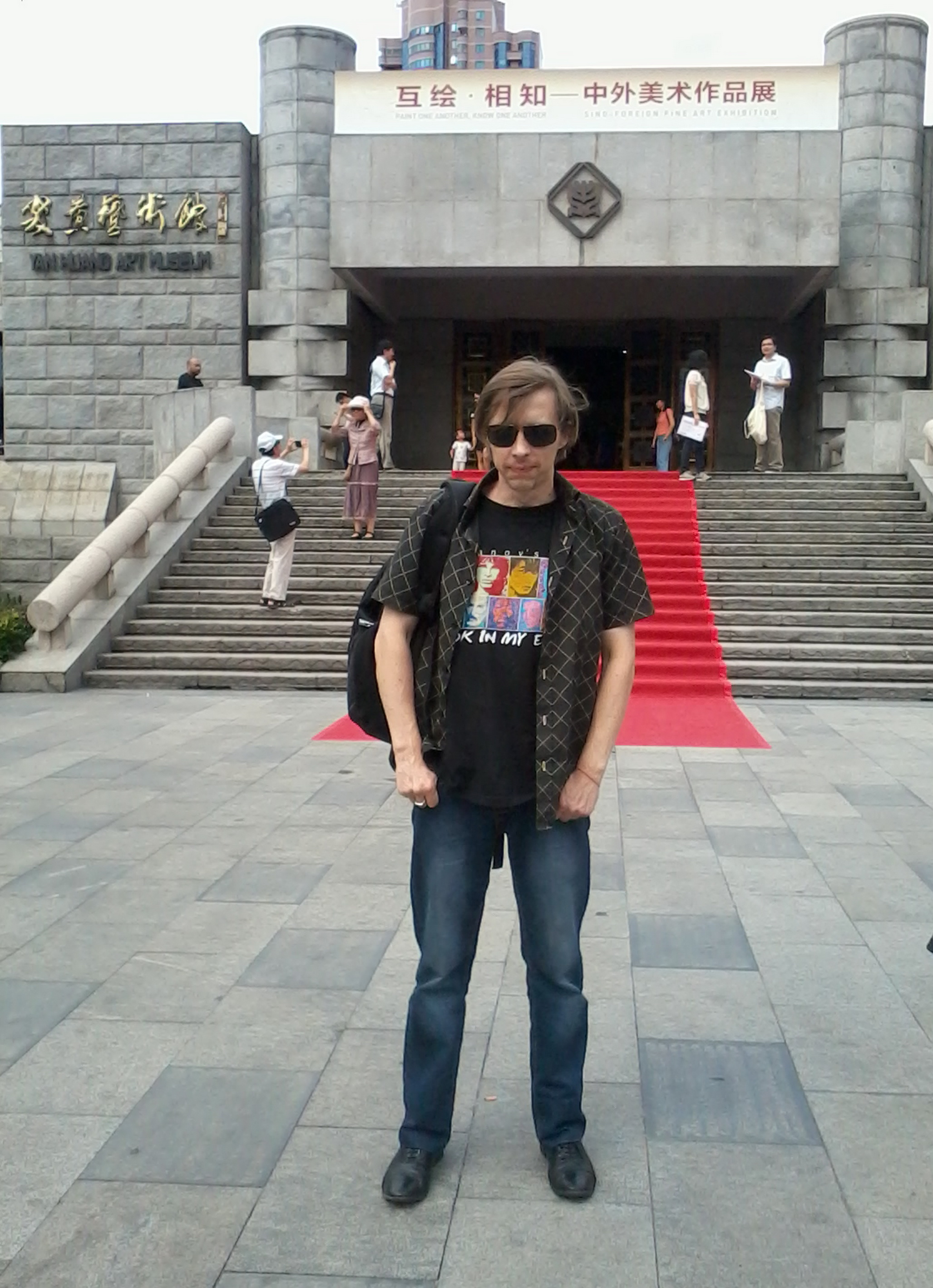
Олексій Рубанов -Ян Хуан музей, Пекін, Китай

- 2025 - 4-а Міжнародна бієнале живопису Дафена, Шеньчжень, Китай 2025[3]

- 2025- Міжнародна Арт виставка «ЕДЕМ» м. Кременчук, Україна[4]

- 2022 - 9-а Пекінська міжнародна мистецька бієнале «Світло життя», Китай 2022.

- 2020 - «Дім та співіснування» Друга міжнародна бієнале олійного живопису в Дафені., Шеньчжень  2020, Китай[5]

- 2019 - Перша міжнародна триєнале «Мандрівна філософія» 2019, Кременчук, Україна

- 2019 - 3-а Міжнародна бієнале візуального мистецтва Alytus

«АРТ-ЗАХОД. ГОРИЗОНТ ПОДІЙ »2019
- 2019 -НАЦІОНАЛЬНИЙ ПАВІЛЬЙОН УКРАЇНИ НА 58-Й МІЖНАРОДНІЙ

ВИСТАВЦІ МИСТЕЦТВ –LA BIENNALE DI VENEZIA 2019
- 2018 – 1 Всеукраїнска Триєнале «НЮ-ART» 2018, Кременчук, Україна.

- 2018 – Міжнародний симпозіум «Колір та Форма» 2018 , Алітус, Литва.

- 2018 – 3 Алітуська Міжнародна бієнале молодих художників. "ART CODE: LT 100. YOUTH"- Алітус, Литва.

- 2017 - 7 Пекінська Міжнародна Арт Бієннале - (BIAB-China-2017  -  "Шовковий шлях та світові цивілізації")- Пекін, Китай.

- 2016 - Міжнародна Арт виставка «Painting One Another, Know One Another»2016, Ян Хуан музей, Пекін, Китай .

- 2015 - 6 Пекінська Міжнародна Арт Бієннале - (BIAB-China-2015  - "Memory and Dreams")- Пекін, Китай.

- 2013 - Всеукраїнський трієнале абстрактного мистецтва Арт-Акт-2013 (Чернівці)- Диплом Першого ступеня за роботу «Поза грою»

- 2013 - Всеукраїнський трієнале Живопису - 2013 (Київ)

- 2011 - Всеукраїнський  пленер в Києві -2011 "Київ Живописний"

- 2011 - Персональна виставка ,,РИТМ И БЛЮЗ,,- 2011 -м. Горішні Плавні.

- 2010 - Міжнародний Арт пленер «Magnus Ducatus Artis» , 2010 ( НОВА - Фрумушика, Одеська обл., Україна)

- 2010 - Всеукраїнська виставка Портрета - 2010 (Київ)

- 2010 - Міжнародний Арт – проект 2010 (Стамбул/Туреччина)-

"WALL FOR PEACE" WORLDWIDE- ARTISTS FOR PEACE -W-AFPIAAP/WALL FOR PEACE
- 2010 - Всеукраїнський ТРИЄНАЛЕ Живопису - 2010 (Київ)

- 2009 - Всеукраїнська виставка присвячена 200 -річчу М. В. Гоголя (Полтава - 2009).

- 2009 - Міжнародний Арт – проект 2009 (Стамбул/Туреччина)

”ARTISTS FOR PEACE 1.INTERNATIONAL ART ACTION ISTANBUL 2009
- 2008 -  3-я Пекінська Міжнародна Арт Бієнале "Colors and Olimpism", Пекін, Китай.

- 2007 - Всеукраїнська виставка пам'яті  А. И. Куїнджи (Маріуполь-2007)

- 2007 - Всеукраїнський ТРИЄНАЛЕ Живопису - 2007 (Київ)

- 2007 - Всеукраїнська виставка, Український краєвид, присвячена 150 -річчу О. Сластіона, (Полтава),

- Всеукраїнська виставка, "Різдвяна", (Киев)

- Всеукраїнська виставка, Український краєвид,(Дніпропетровськ)

- Всеукраїнська виставка, "Мальовнича Україна", (Київ)

- Всеукраїнська виставка, "Різдвяна", (Київ)

- Всеукраїнська виставка до дня Художника (Київ)

- 2007 - Персональна виставка "ПОЛИГАММИЯ"- Краєзнавчий музей м. Кременчук.

- Міська виставка "АВІТАМІНОЗ" 2013 (Кременчук)

- Міська виставка "NEforMAT" 2011 (Кременчук)

- Міська виставка " Перехрестя " 2011 (Кременчук)

- Міська виставка "Звуки весни" 2010 (Кременчук)

- Міська виставка   "Ілюзія ілюзії" (Кременчук),

- Міська виставка "Осінній блюз" (Кременчук)

- Міська виставка "Ретроспекція" (Кременчук)2007.

- Міська виставка "НЮ", (Кременчук)

- Міська виставка " Східні мотиви ", (Кременчук)

- Міська виставка "Метаморфози" (Кременчук)

- Міська виставка " Шерше ля Фам ", (Кременчук)

- Міська виставка "Animals (Кременчук),

- Міська виставка " Мандри", (Кременчук)

Міські виставки (Кременчук): «NEforMAT», 2011; «Перехрестя», 2011; «Звуки весни», 2010; «Илюзія илюзії»; «Осінній блюз»; «Ретроспекція», 2007; «НЮ»; «Східні мотиви», «Метаморфози», «Шерше ля Фам», «Animals», «Мандри».

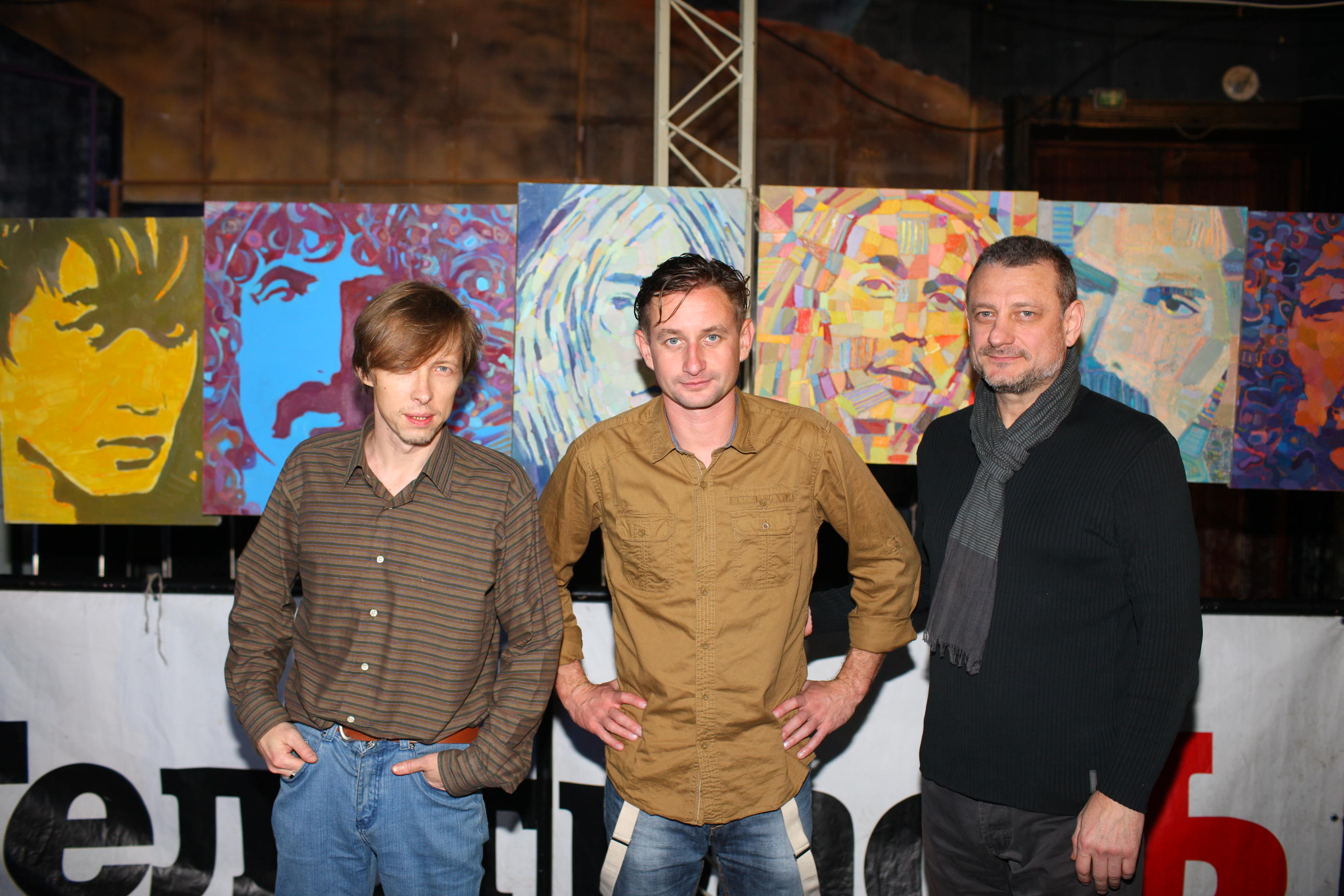
Рубанов Олексій, Сергій Жадан, Олег Філіпас.

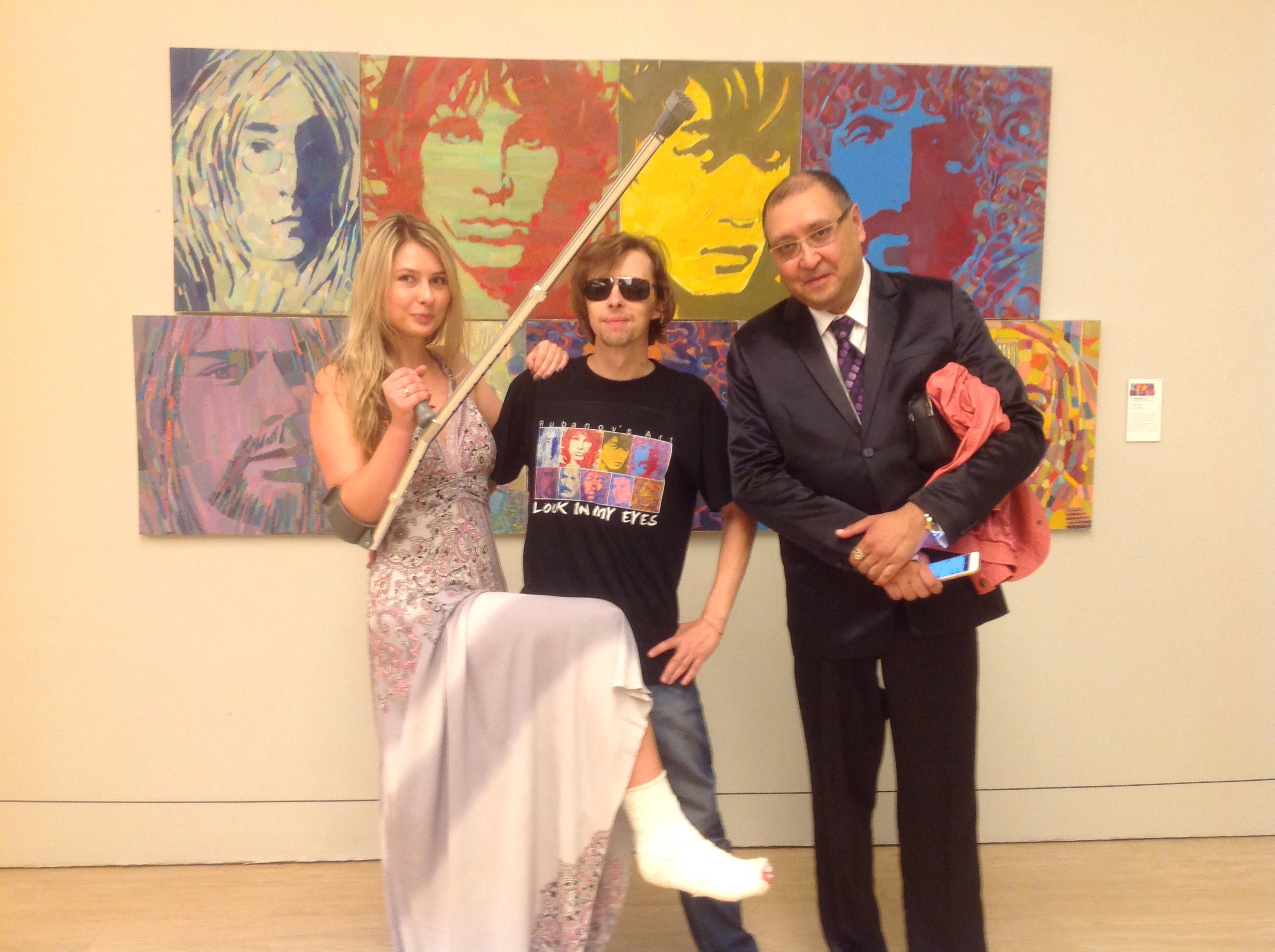
Рубанов Олексій на Шостій Пекінській міжнародна арт біенале 2015 р. в Національному художньому музеї Китаю.

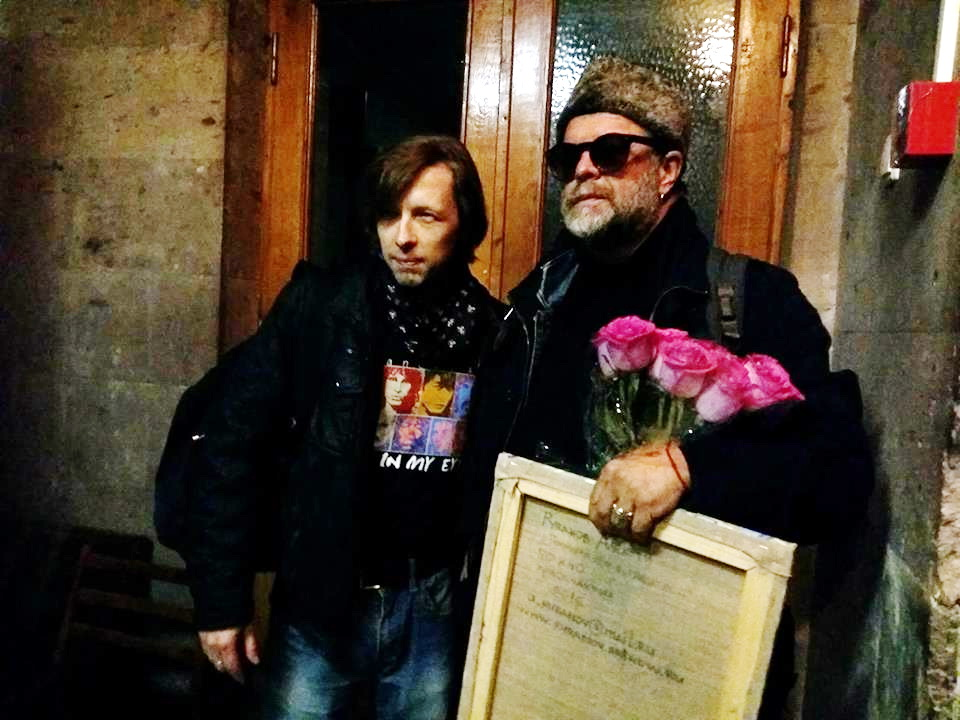
[https://kg.ua/index.php/novosti/kremenchug-i-regiony/item/14419-kartina-kremenchugskogo-khudozhnika-poyavitsya-v-kollektsii-borisa-grebenshchikova.html Олексій Рубанов & Борис Грєбєнщіков